# Chapelle Notre-Dame de Méguillaume
La chapelle Notre-Dame de Méguillaume est une chapelle romane située à Chênedouit, commune déléguée au sein de la commune nouvelle de Putanges-le-Lac du département de l'Orne en région Normandie.

## Localisation
La chapelle est située au lieu-dit Le Jardin, dans le village de Méguillaume, paroisse rattachée à celle de Chênedouit en 1822.

## Historique
Datée de la fin du XIIIe siècle, remaniée au XVIe avec l'ajout d'un clocher, puis au XVIIIe siècle avec la reconstruction du clocher, et le réaménagement intérieur. Elle possède encore sa charpente à chevrons formant fermes (datée de 1383 par la méthode dendrochronologie), ses principaux percements et des décors peints du XIIIe siècle, rares dans cette région où la majorité des églises ont été rebâties au XIXe siècle.
Les décors peints du XIIIe siècle, ont été mis au jour en août 2013.
Une association Les Amis de l'église de Saint-Sébastien de Méguillaume a été créée en 2008. La restauration de l'église s'est déroulée d'octobre 2016 à juin 2017. Les premiers travaux ont consisté en la restauration de la toiture et de la charpente très abîmée du côté du chœur par l'incendie de 1742. La maçonnerie du chevet plat à l'est, a été reprise et les trois baies occultées, vraisemblablement lors de l'installation du maître-retable, ont été rouvertes.
Les murs intérieurs du chevet et du chœur, ont été dégagés du badigeon de chaux qui les recouvrait. Les décors peints et les faux appareils mis au jour sur les ébrasements et sur les encadrements des baies ont été restaurés.
Le tableau central du maître-autel représentant le martyr de saint Sébastien (XVIIe siècle), a été restauré et l'ensemble avec son retable a été installé sur le mur sud du chœur.
Les bancs datés du XVIe siècle ont été remis en état par le lycée Don-Bosco de Giel. 
Le financement de la restauration a été rendu possible grâce aux bénévoles de l'association et aux subventions données par plusieurs organismes d'État et des associations. Le dimanche 21 janvier 2018, le jour de la Saint-Sébastien, une première messe d'inauguration a été célébrée par l'évêque de Sées.
Cette chapelle Notre-Dame était autrefois dédiée à saint Sébastien. Cela explique le tableau central du maître-retable représentant saint Sébastien et la statue du saint dans le chœur.
L'édifice est inscrit au titre des monuments historiques depuis le 11 mars 2021. Une statue de Vierge à l'Enfant (XVIe siècle) est classée à titre d'objet (1971).

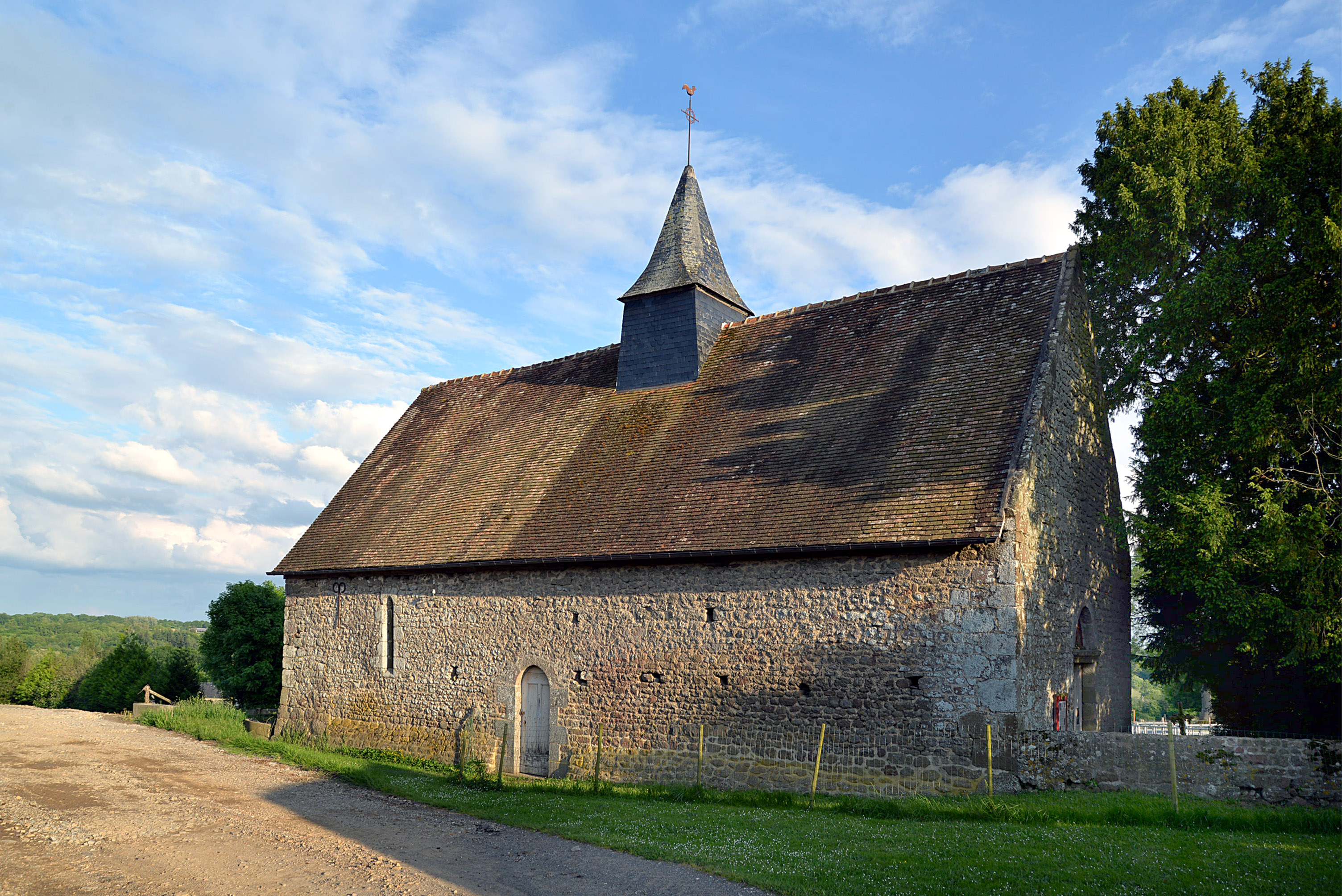
La chapelle Notre-Dame vue du nord-ouest après restauration.
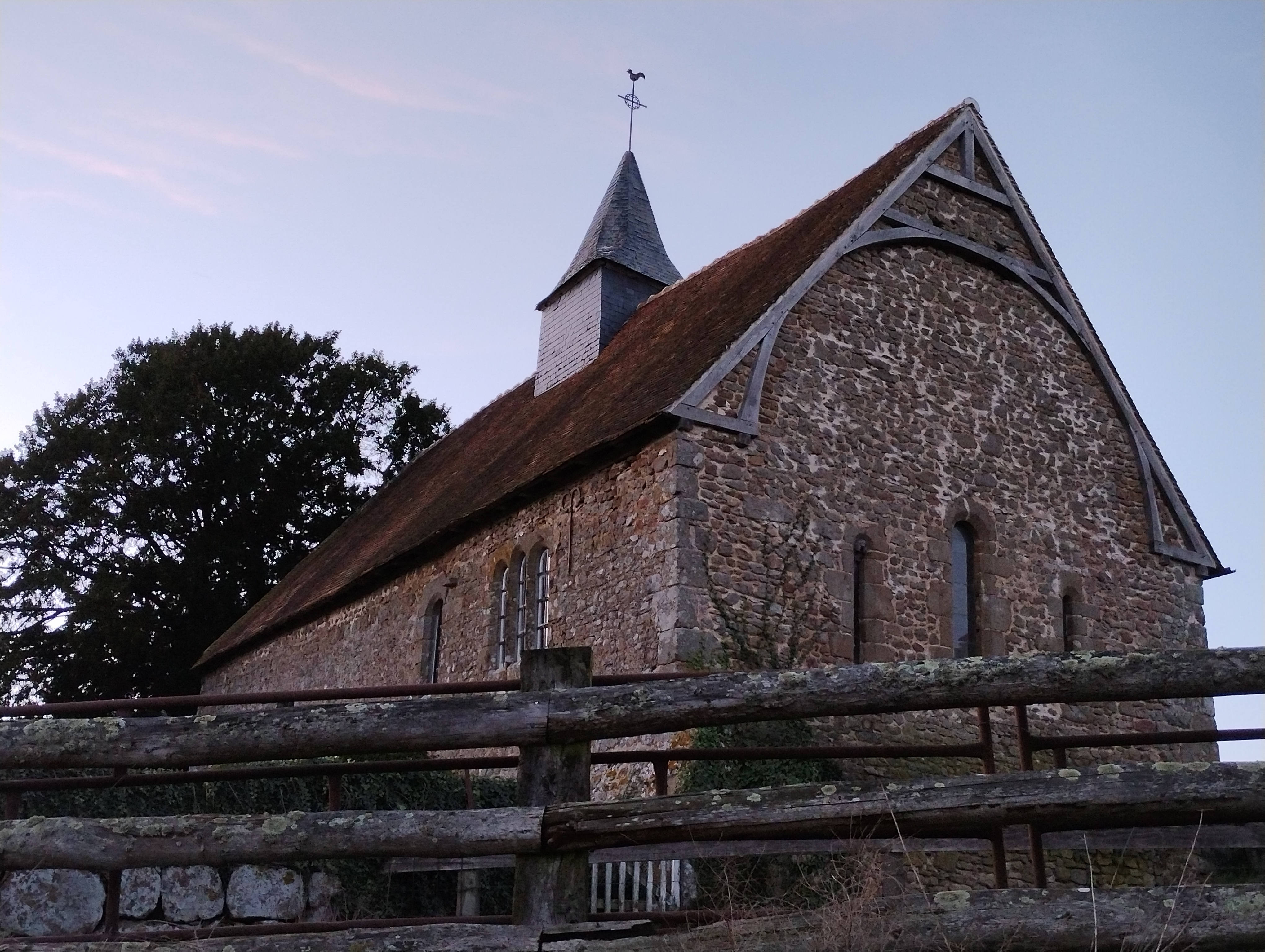
La chapelle vue sud-est après ouverture des baies lors de la restauration.
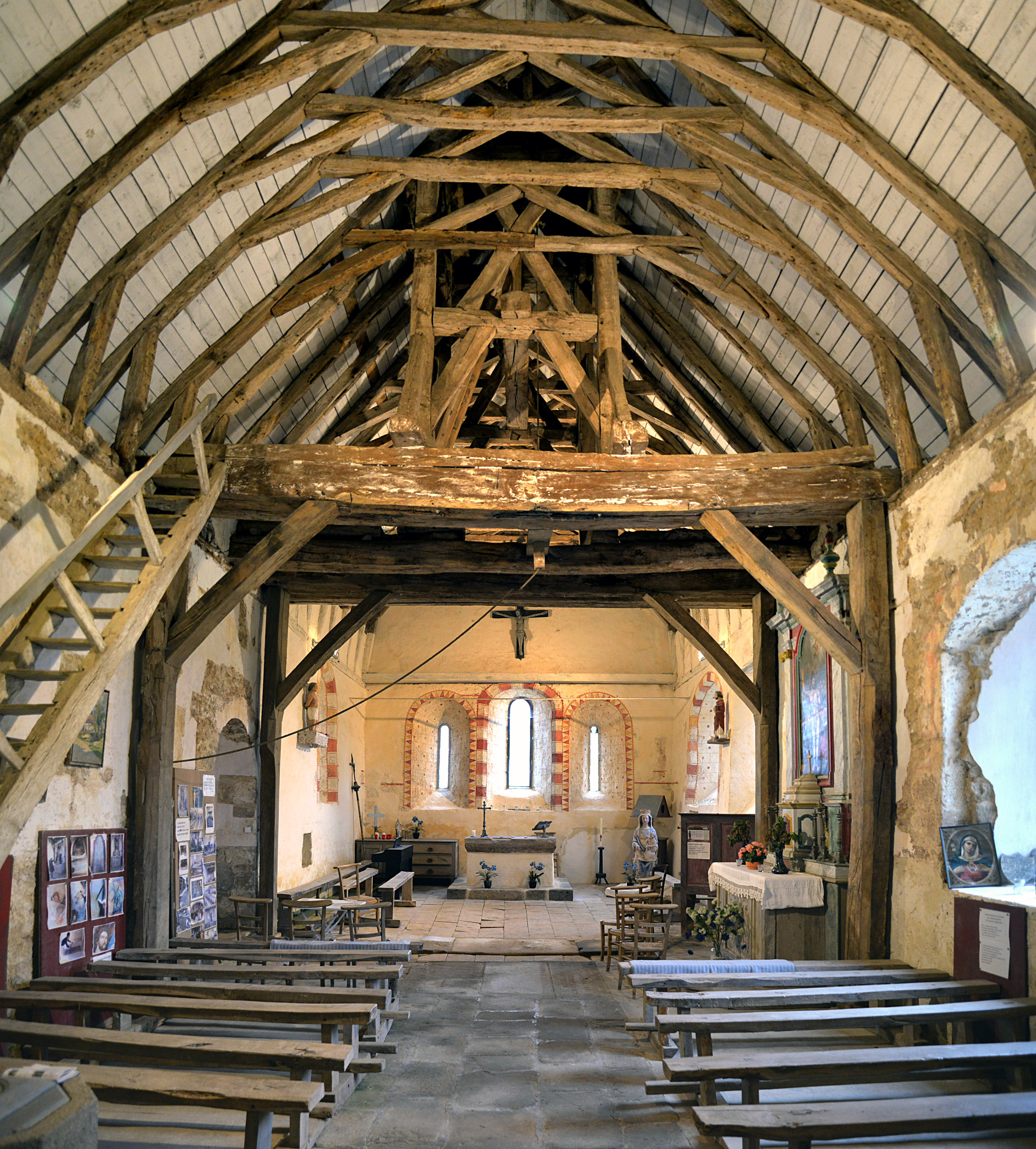
Le nef de la chapelle.
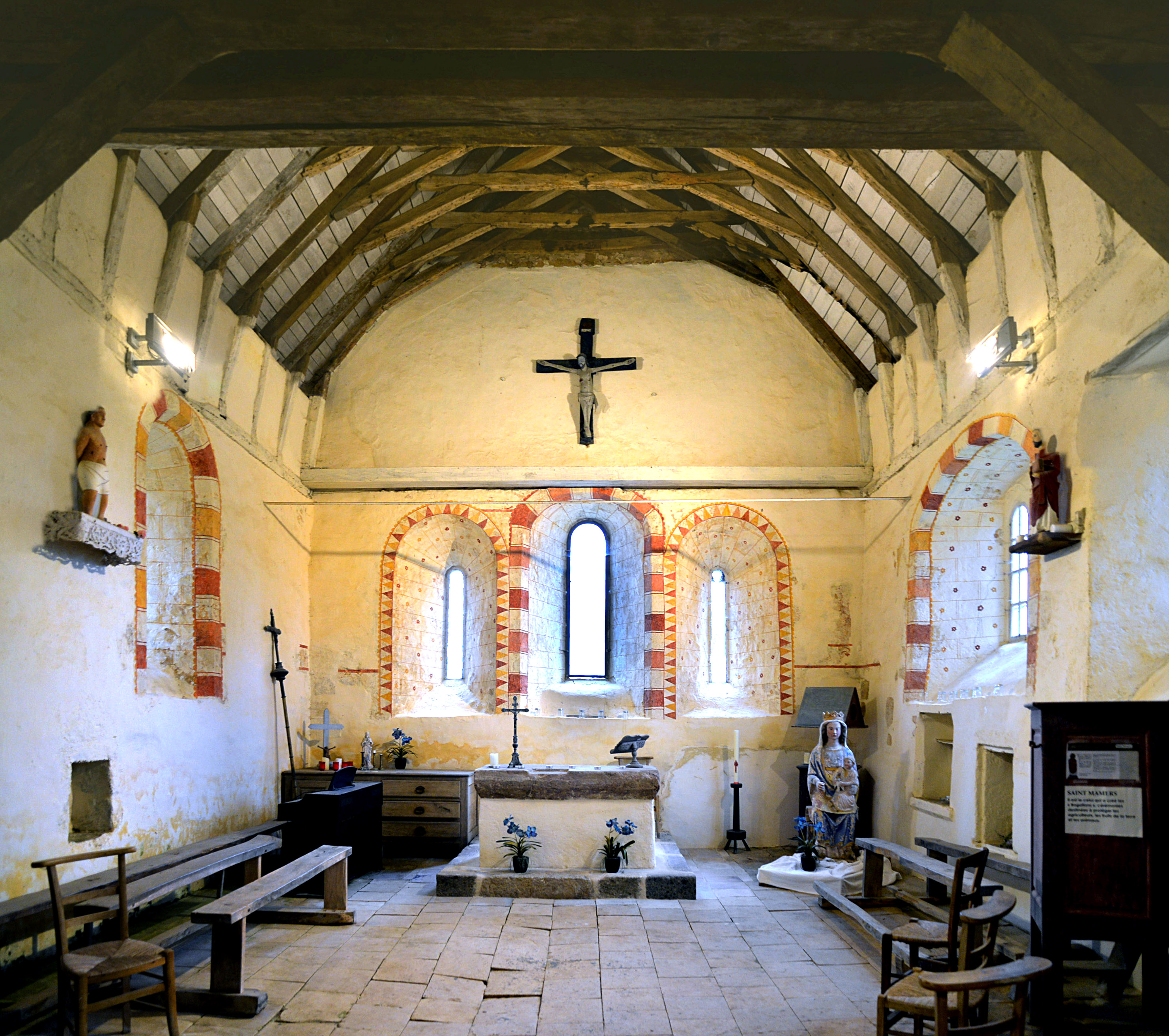
Le chœur de la chapelle.
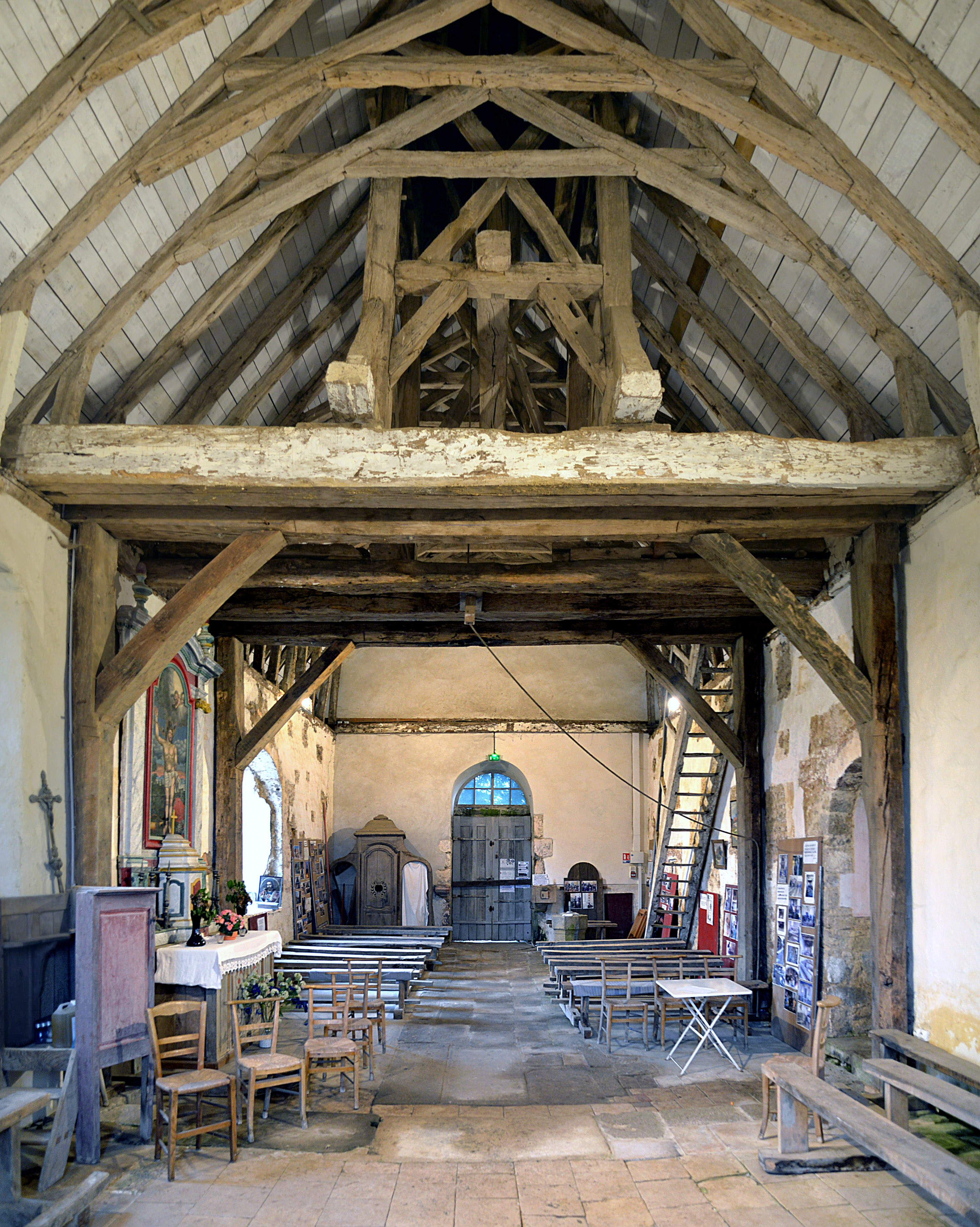
La nef depuis le chœur de la chapelle.
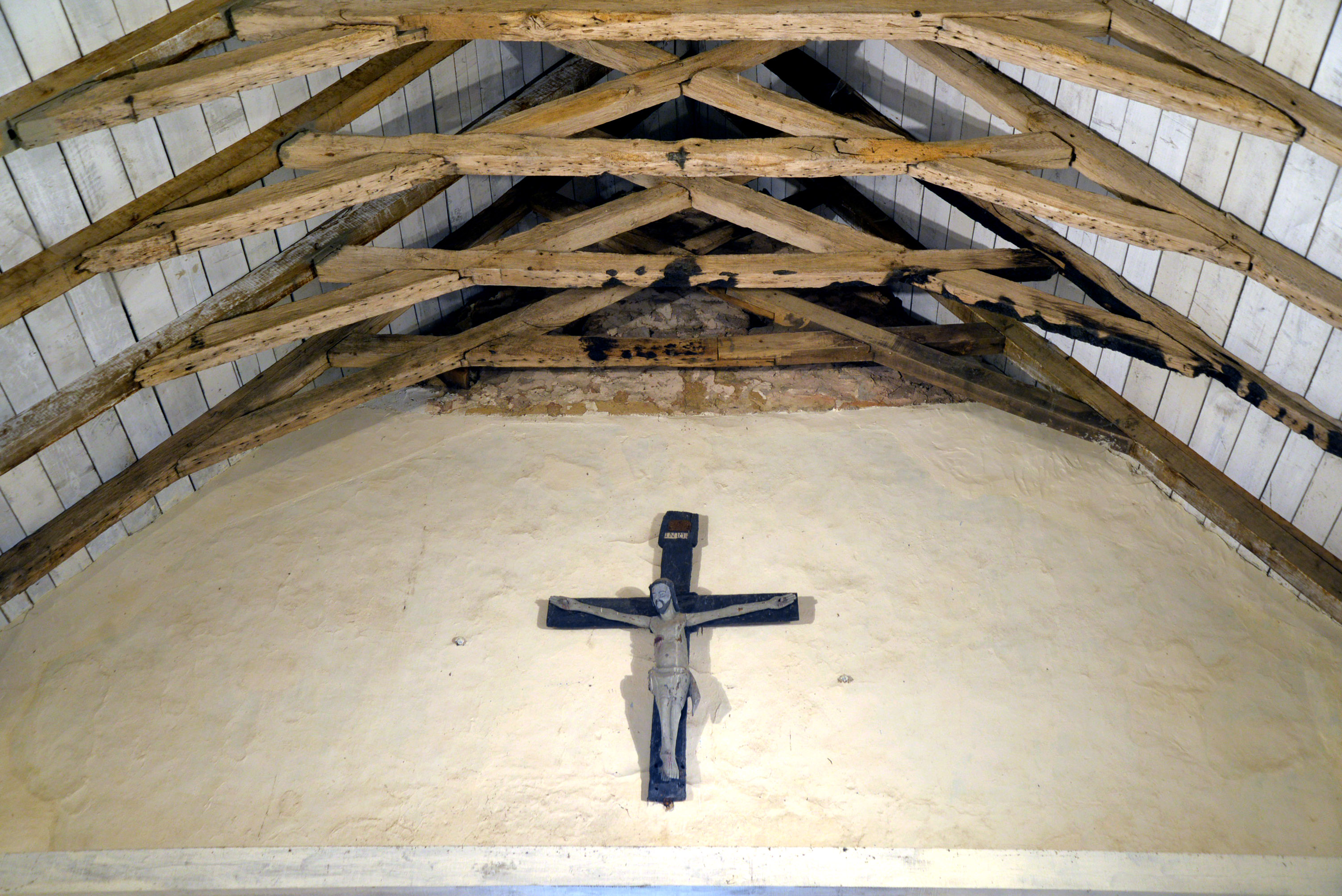
Détails de la charpente avec les traces de l'incendie de 1742.
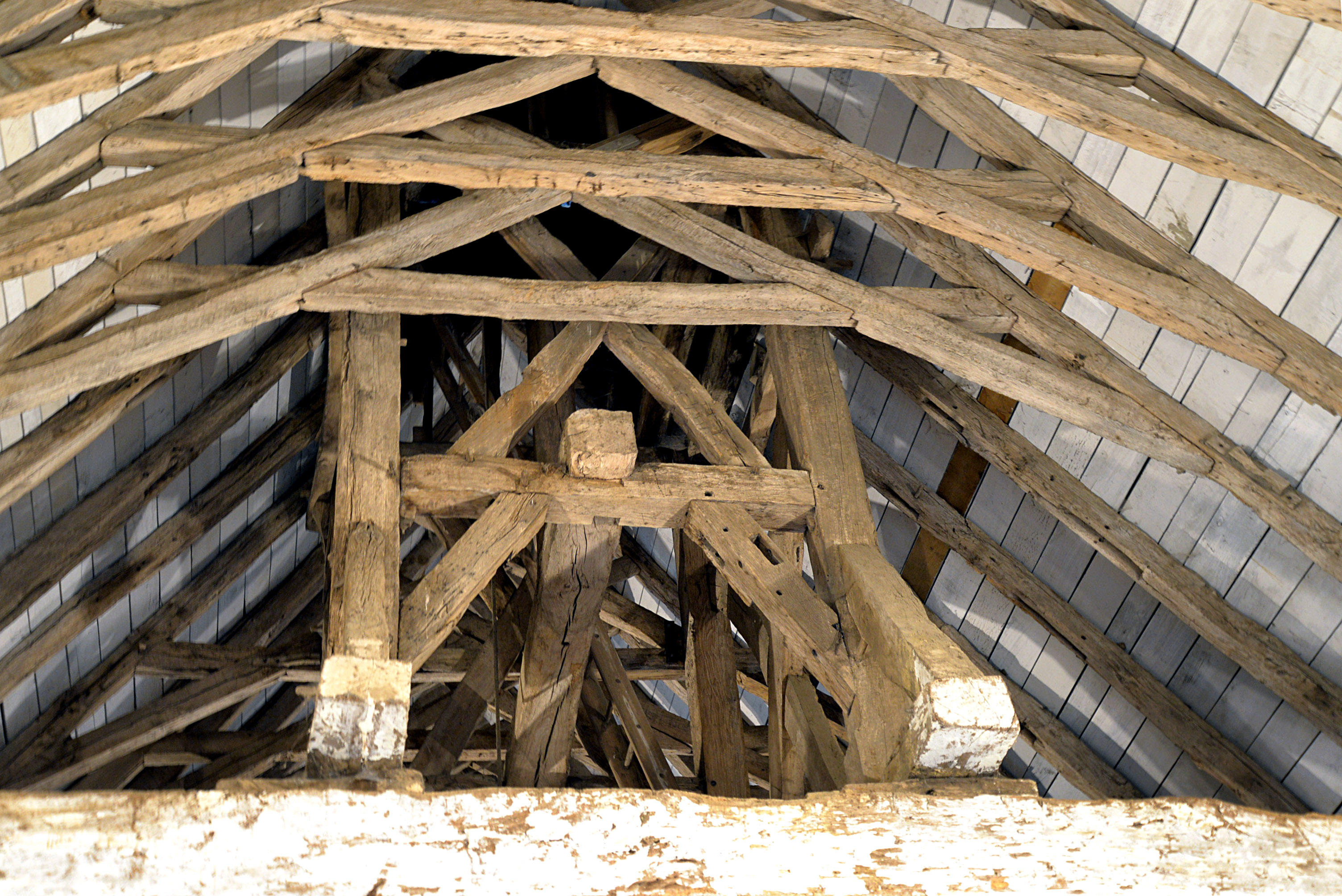
Détails de la charpente à la base du clocher.
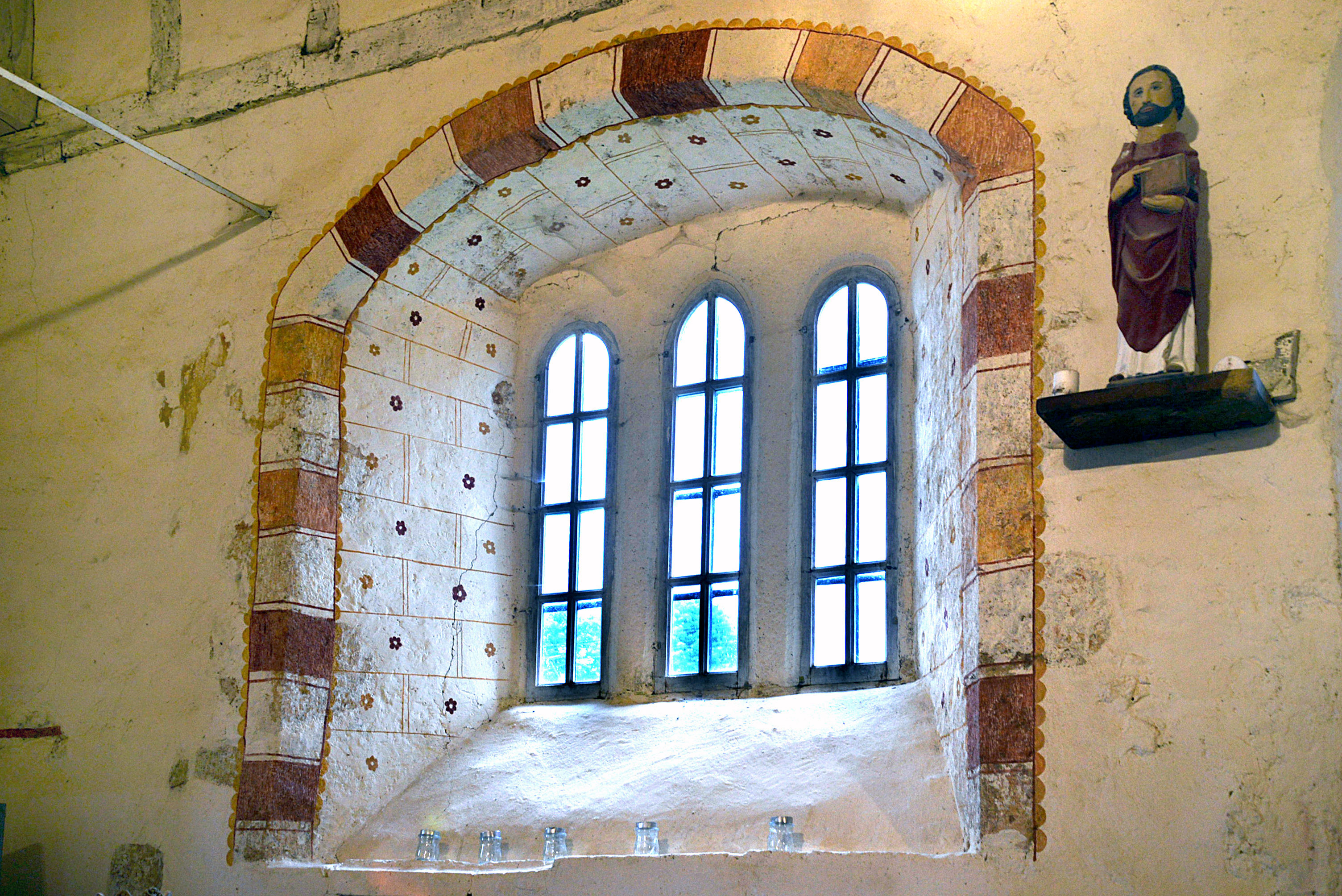
Ensemble de trois baies avec faux appareils polychromes.
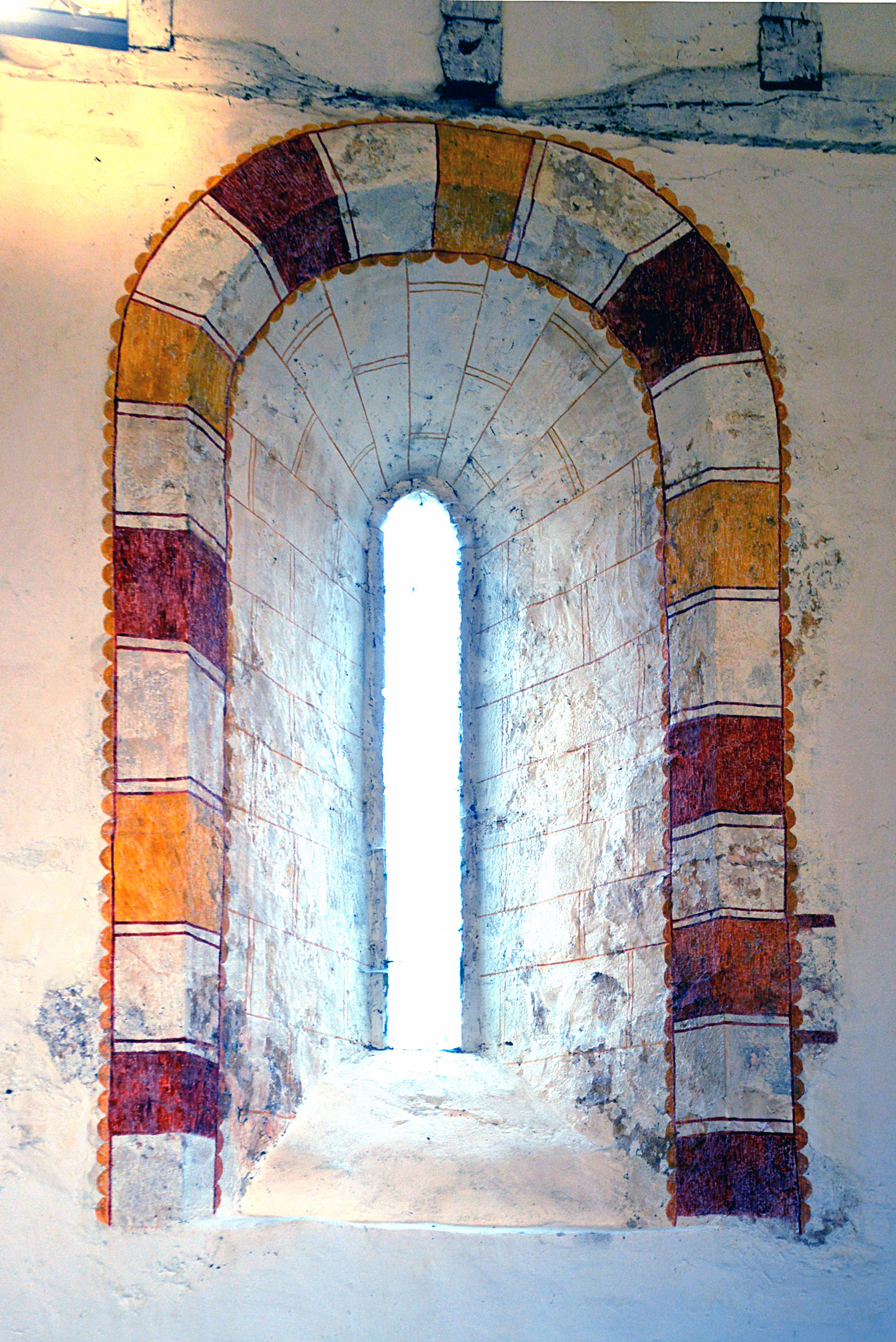
Lancette dans le chœur avec faux appareils polychromes.
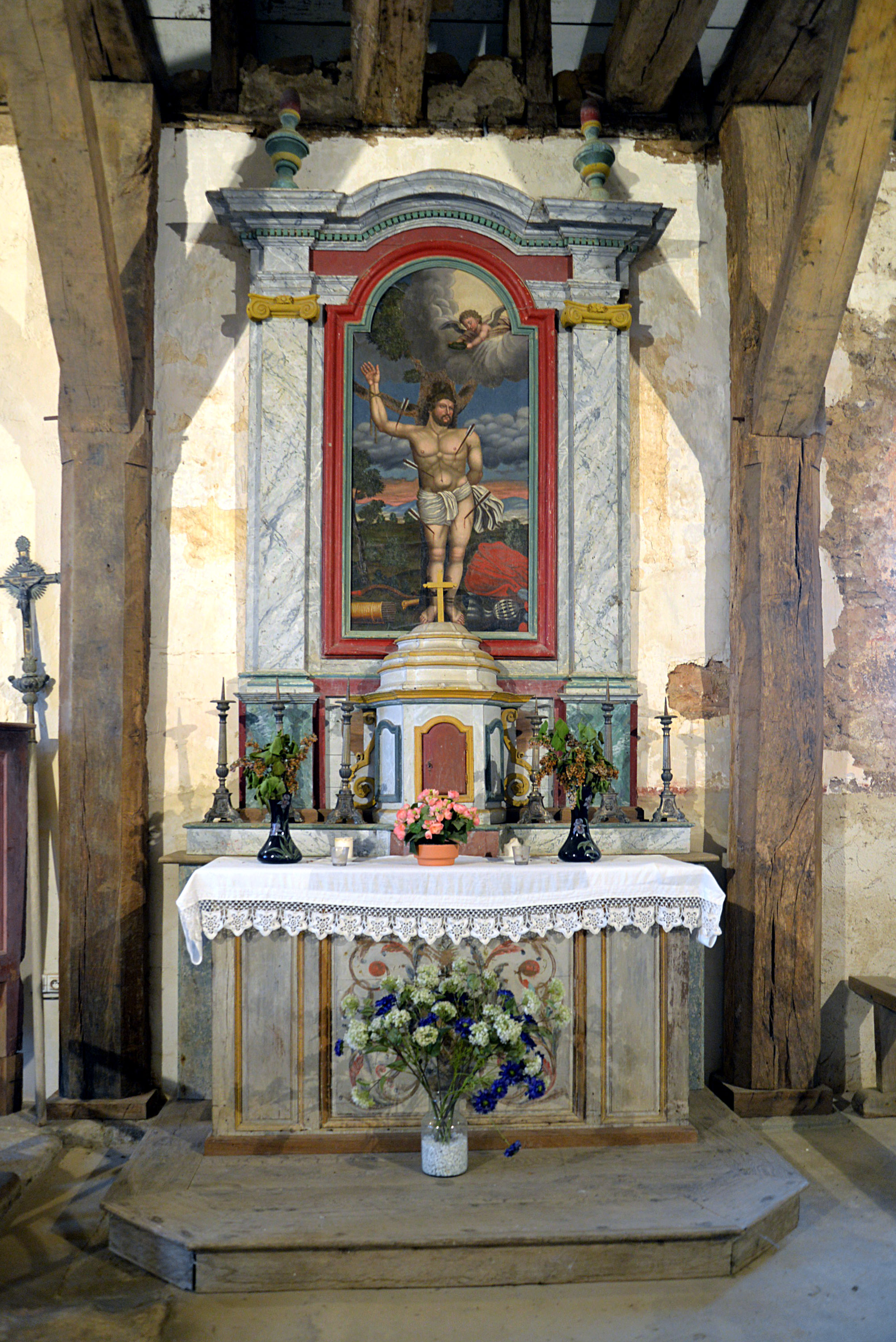
Maître-retable dédié à saint Sébastien déplacé pour l'ouverture des baies.
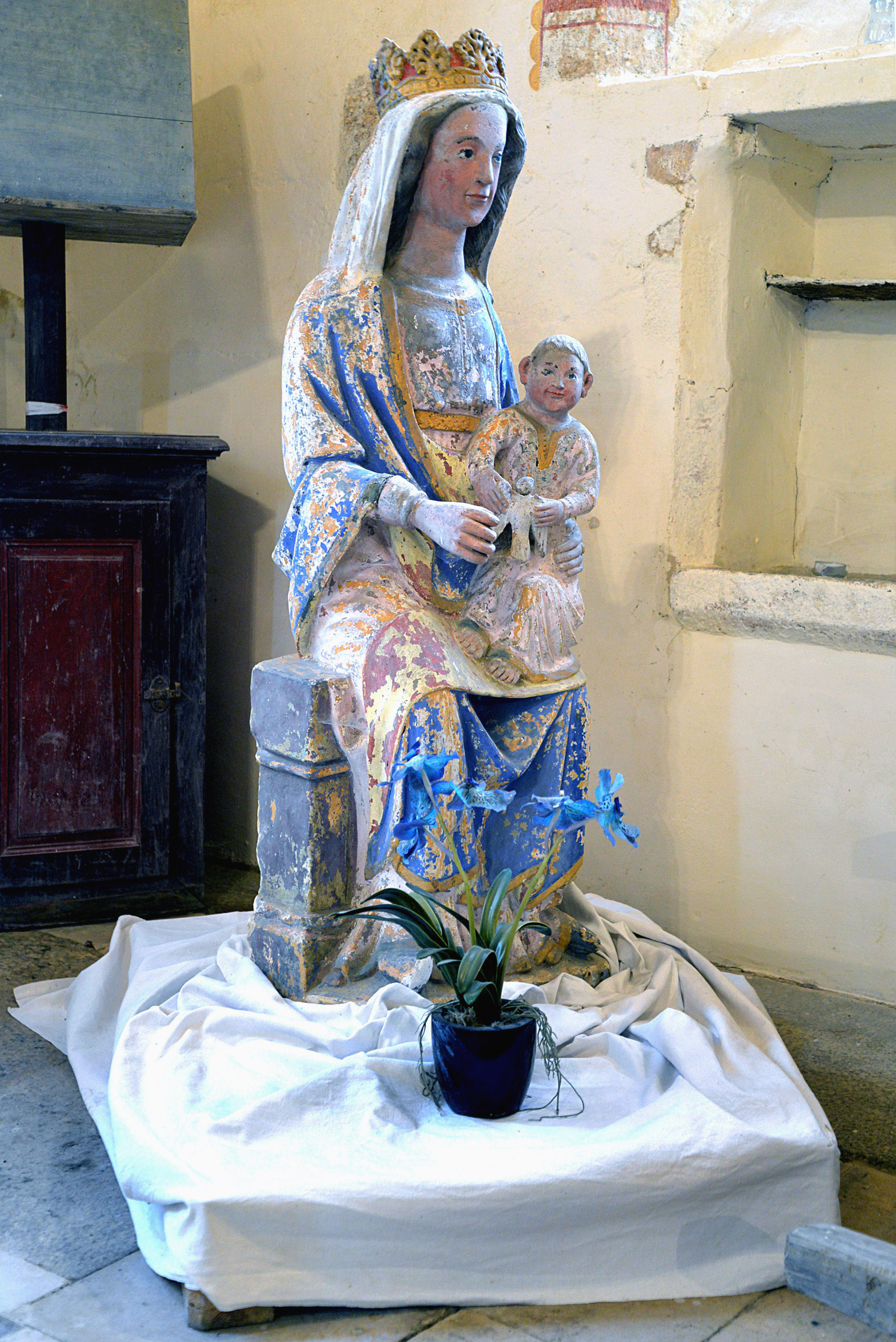
Vierge à l'Enfant.